# Delias brandti
Delias brandti is een vlindersoort uit de familie van de Pieridae (witjes), onderfamilie Pierinae.
Delias brandti werd in 2001 beschreven door C. Müller.